# Le Parc Saint Roman
Résidence Parc Saint Roman är en skyskrapa som ligger på 7 Avenue de Saint-Roman i distriktet La Rousse/Saint-Roman i Monaco. Den är den fjärde högsta byggnaden inom furstendömet med 108 meter och 35 våningar.
Byggnaden uppfördes 1982 och ritades av den italienska arkitekten Luigi Caccia Dominioni.